# Ataques aéreos paquistaneses no Afeganistão em 2022
Os ataques aéreos paquistaneses no Afeganistão ocorreram na noite de 16 de abril de 2022, quando aviões pertencentes à Força Aérea do Paquistão atacaram diferentes partes das províncias de Khost e Kunar, no Afeganistão, perto da fronteira entre os dois países.  De acordo com a mídia paquistanesa e alguns meios de comunicação afegãos, o ataque aéreo teve como alvo militantes pertencentes ao Tehrik-i-Taliban Pakistan (TTP). No entanto, segundo as autoridades locais do Talibã afegão, as aeronaves atacaram vários vilarejos nas províncias de Khost e Kunar, supostamente matando mais de 40 civis, incluindo mulheres e crianças, e ferindo mais de 20 outros. Atualmente, não há confirmação oficial do número de mortos.
Os ataques aéreos foram realizados por volta das duas e três horas da madrugada, quando as pessoas se preparavam para a refeição antes do amanhecer durante o Ramadã, o mês islâmico de jejum. Os ataques aéreos ocorreram em retaliação a um ataque terrorista a um comboio militar paquistanês no Waziristão do Norte, Khyber Pakhtunkhwa, Paquistão, no dia anterior, que matou sete soldados paquistaneses. Além disso, de acordo com alguns relatos, os soldados paquistaneses também entraram em confronto com as forças talibãs por volta das 21h. na mesma noite no distrito de Gurbuz, em Khost. Dois militantes talibãs foram mortos neste confronto.